# Amy Paffrath
Amy Paffrath est une actrice américaine née à Saint-Louis le 22 juillet 1983.

## Biographie
Son mari est l'acteur canadien Drew Seeley. Elle a une fille, Ember, née en 2019.
Elle a présenté Dating Naked sur VH1,, ainsi que les Mid-America Emmy Awards de l'année 2015.

## Filmographie
- 2003 : E! Presents Comcast on Demand (série télévisée)
- 2007 : M80 (série télévisée) : Guest star
- 2007 : Science of Love (téléfilm) : Amy Paffrath
- 2007 : Dinner at Eight (court métrage) : Molly-Sue
- 2008 : Propel (court métrage) : Amy
- 2008 : Shadow on the Wall (court métrage)
- 2008 : Siamese Connection (court métrage) : Aurora / Mary Kendrick
- 2009 : Fired Up : 3rd Row Brunette
- 2009 : Fun with War Crimes (court métrage) : l'infirmière
- 2009 : Le Puits et le Pendule (The Pit and the Pendulum) : Gemma
- 2009 : Evil Bong II: King Bong : Velicity
- 2009 : Hot Babes (Deep in the Valley) : Sorority Girl
- 2009 : I Kissed a Vampire (série télévisée) : Luna Dark
- 2009 : Twenty Something (mini-série) : Allie
- 2009-2010 : ACME Saturday Night (série télévisée) : Guest host
- 2010 : I Kissed a Vampire : Luna Dark
- 2010 : Black Red Yellow (court métrage) : Noelle Rathbert
- 2010 : The Defenders (série télévisée) : la reporter
- 2010 : Greetings (court métrage) : Sofia
- 2011 : ACME Hollywood Dream Role (série télévisée)
- 2011 : Evil Bong 3-D: The Wrath of Bong : Velicity
- 2011 : Hollywood 411 (série télévisée) : Correspondent
- 2012 : Oh Fuck, It's You (téléfilm) : Mia
- 2012 : Style Me Grasie (série télévisée) : la fille nue
- 2012 : Zombies Vs. Strippers : la reporter
- 2012 : Fuzzy Giners (court métrage) : le mannequin en bikini
- 2012 : Husband & Wife (mini-série) : l'épouse
- 2012 : Save a Slut (court métrage) : Starr
- 2012 : Hot in Cleveland (série télévisée) : L.A. Actress
- 2012 : War Bride (court métrage) : Nicole
- 2012 : The Blue Line (téléfilm) : Da Bomb
- 2013 : BK Comedy Series (série télévisée)
- 2013 : Sullivan and Son (série télévisée) : Kathy
- 2013 : The Real Housewives of New Jersey Parody (court métrage) : Kathy Wakile
- 2013 : Dolphin Rape PSA (court métrage)
- 2012-2013 : The Flip Side (série télévisée)
- 2013 : Hot Tub Diaries (court métrage) : mère Theresa
- 2013 : Gingerdead Man Vs. Evil Bong : Velicity
- 2013 : 2 Broke Girls (série télévisée) : York
- 2013 : Instacurity (série télévisée)
- 2013 : Minute Motivations (série télévisée)
- 2014 : Dumbbells : la policière
- 2014 : The Breaks (téléfilm) : Vanessa
- 2014 : Tatami Academy (Kickin' It) (série télévisée) : Connie
- 2014 : LA Bound: 7 Things Nobody Tells You About Moving to LA (court métrage) : Parking Girl
- 2014 : Trophy Heads : Amy
- 2014 : American Nightmare 2: Anarchy (The Purge: Anarchy) : TV Newscaster #2
- 2014 : Second Time Around (court métrage) : Angela
- 2015 : Intervention (court métrage) : Nikki
- 2015 : Evil Bong 420 : Velicity
- 2015 : SexDotCom : Shannon
- 2016 : Do Over : Angela Weiss
- 2016 : Freshwater : Kim Whitley
- 2016 : Hauntsville : Tammy[7]
- 2012 : Stockholm (court métrage) : Qara
- 2016 : The Thinning : Wendy Banks
- 2016 : Hush (court métrage) : Sabrinka
- 2016 : Evil Bong: High 5 : Velicity
- 2016 : 1/2 New Year : Emma